# カンカンとランラン
カンカン（康康）とランラン（蘭蘭）は、東京都恩賜上野動物園で飼育されていた2頭のジャイアントパンダである。

## 概要
1972年9月の日中国交正常化を記念して中華人民共和国から贈呈された。その後のブリーディング・ローン形式ではなく、友好の証として譲渡されたもので、返還の義務や生まれた子についても中国側に引渡す義務はなかった。当時北京動物園で飼育されていた個体の中から容姿・性格など最も優れた2頭が選ばれた。
中国名はシンシン（新興）とアルシン（二興）で、来日時にシンシンはカンカン（康康）と、アルシンはランラン（蘭蘭）と改めて命名された。
同年10月28日来園。当時の内閣官房長官二階堂進が羽田空港まで赴いて2頭を乗せた専用機を出迎えた。
11月5日に一般公開されて日本中に大フィーバーを巻き起こした。公開初日には見物客が約6万人、最盛期には毎日平均1万5千人が訪れ、長さ2キロメートルにわたる2時間待ちの行列ができ、観覧時間はわずか30秒であった。
1979年8月、ランランは自然妊娠後に妊娠中毒症や尿毒症などの合併症（腎不全）で倒れる。腹膜透析など懸命な看護が行われたが同年9月4日に死亡。また、次いでカンカンも1980年6月30日に心不全で死亡した。
ランランの剥製は1980年6月17日から多摩動物公園で展示されている。カンカンの剥製は上野動物園で1981年1月27日から3月1日まで展示された後、同年3月3日から多摩動物公園に展示されている。2頭の剥製は全国の動物園や博物館への貸し出しも頻繁に行われている。剥製製作は都内にある尼ヶ崎剥製標本社である。

## 楽曲・レコード
ランランの「追悼盤」として、1979年10月5日にはカンカンとランランの鳴き声を収録したシングルレコード「さよならランラン」（規格品番：CW-1882）がクラウンレコードから発売された。
「さよならランラン」収録内容
- ナレーション：綾崎りっか、監修・構成・解説：西原康、プロデューサー：山崎聖次、デザイン：大島美智子、協力：（財）東京動物園協会

1. さよならランラン（元気なときのランランの声）
2. がんばってカンカン（かなしいカンカンの声）

その他、カンカンとランランの名を冠した楽曲がいくつか発表されている。
- ランランちゃん カンカンちゃん（1973年、作詞：サトウハチロー、作曲・編曲：小川寛興、歌：坂本秀明、サカモト児童合唱団。キングレコード ES(H)-1039）
- ランラン・カンカン恋の季節（1977年、作詞：クニ河内、作曲：渡辺岳夫、編曲：小六禮次郎、歌：宇津海仙。東宝レコード DT-4109）
- さようならランラン（1979年、作詞：曽我部博士、作曲・編曲：岡本道夫、歌：杉並児童合唱団。テイチクレコード MK-65）